# Wiktoryn Sienieński
Wiktoryn Sienieński z Gołogór herbu Dębno (ur. ok. 1463, zm. 1530) – kasztelan małogoski w 1515 roku, starosta chełmski w latach 1510-1513, starosta hrubieszowski w latach 1506-1510, dworzanin królewski w 1494 roku.
Syn podkomorzego sandomierskiego Andrzeja z Sienna i Rymanowa oraz Katarzyny z Gołogór. W 1494 roku ożenił się z Elżbietą, córką kasztelana krakowskiego Jakuba z Dębna herbu Odrowąż (zm. 1490). Ojciec Zbigniewa (zm. 1567/1568) pana na Rymanowie, Wiktoryna dziedzica Chrośliny oraz Dymitra. Miał córki: Agnieszkę, zamężną najpierw z kasztelanicem wiślickim Piotrem Szafrańcem z Pieskowej Skały, a potem ze Stanisławem Niszczyckim (ok. 1500-1556) , i Katarzynę, wydaną za Andrzeja Tęczyńskiego, wojewodę krakowskiego.
Żonaty ponownie z Katarzyną z Chotczy Chotecką herbu Nabram.